# حكومة عزت النص
تشكلت حكومة عزت النص في 20 تشرين الثاني 1961 بموجب المرسوم رقم 329 الصادر بتاريخ 20 تشرين الثاني 1961 القاضي بتشكيل حكومة الجمهورية العربية السورية برئاسة الدكتور عزت النص واستمرت حتى استقالتها في 22 كانون الأول 1961.

## التشكيل الوزاري
- الدكتور عزت النص، رئيساً لمجلس الوزراء ووزيراً للدفاع والخارجية
- الأستاذ فتح الله آسيون، وزيراً للشؤون الاجتماعية والعمل
- الدكتور عوض بركات، وزيراً للاقتصاد والصناعة
- الأستاذ أحمد سلطان، وزيراً للعدل والأوقاف
- المهندس عبد الرحمن حورية، وزيراً للأشغال العامة والمواصلات
- الدكتور نعمان الأزهري، وزيراً للمالية والتموين
- الدكتور مصطفى البارودي، وزيراً للدولة للدعاية والأنباء والإذاعة ووزيراً للشؤون البلدية والقروية
- الأستاذ سعيد السيد، وزيراً للزراعة والإصلاح الزراعي
- الدكتور أحمد السمان، وزيراً للتربية والتعليم والثقافة والإرشاد القومي
- الأستاذ عبد السلام الترمانيني، وزيراً للداخلية والصحة والإسعاف العام

## روابط خارجية
- مجلس الوزراء السوري
- الحكومات السورية على موقع رئاسة مجلس الوزراء
- الحكومات السورية على موقع مجلس الشعب السوري
- وزارات الدولة على بوابة الحكومة الإلكترونية السورية
- الوزارات والهيئات الحكومية على موقع مجلس الشعب السوري